# 하진 (가수)
하진(본명: 정진하, 1988년 1월 8일 ~ )은 대한민국의 가수이다. 음악 그룹 오가닉 사이언스(Organic Science)의 보컬리스트이자 3인조 여성밴드 림하라(LIMHARA)의 멤버이다.

## 학력
- 호원대학교 실용음악과 학사

## 음반 목록

### 정규 앨범
- Stay (2012년)

### OST
- 손 the guest OST Part.1 (2018년 10월 4일)
- 나도 엄마야 OST Part.5 (2018년 10월 15일)
- SKY 캐슬 OST Part.4 (2018년 12월 12일)
- SKY 캐슬 OST Part.8 (2018년 12월 12일)
- WATCHER OST Part.1 (2019년 7월 21일)
- 펜트하우스 OST Part.2 (2020년 12월 17일)
- 인간실격 OST Part.4 (2021년 10월 2일)
- 구경이 OST Part.2 (2021년 11월 6일)

### 그 외

#### 오가닉 사이언스
싱글
- 뜸 (2017년 1월 5일)
- The light (2017년 3월 22일)
- Between (2017년 5월 2일)

EP
- Organic Gesture (2017년 11월 9일)

#### 림하라
싱글
- Color Me (2019년 4월 30일)
- Scratch (2019년 6월 10일)
- Mr. Green (2019년 8월 16일)

## 출연 방송

### 예능
- 2013년 엠넷《보이스 코리아 2》 - Top42
- 2019년 MBC《미스터리 음악쇼 복면가왕》 - 운동천재 파워워킹 (2019년 4월 14일 ~ 4월 21일, EP.199 ~ EP.200)
- 2020년 JTBC《싱어게인 1》 - Top15

## 수상 경력
| 연도 | 시상식                      | 부문  | 작품     | 결과 | 출처  |
| ---- | --------------------------- | ----- | -------- | ---- | ----- |
| 2019 | 제12회 코리아 드라마 어워즈 | OST상 | SKY 캐슬 | 수상 | [ 1 ] |